# 深藍拉哥島

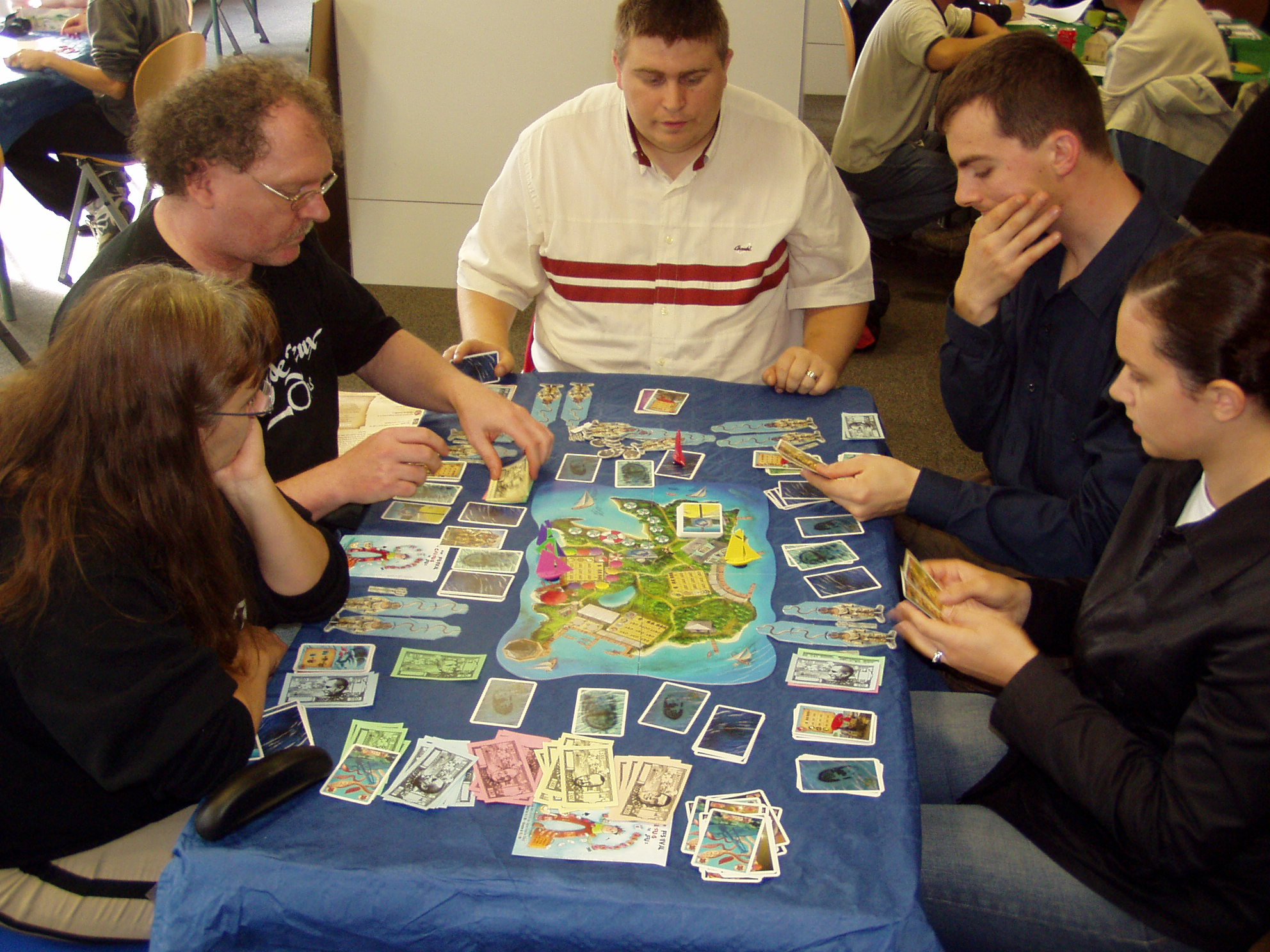
玩家們正在進行深藍拉哥島（於格勒诺布尔, 法国）

深藍拉哥島是一個由 Paul Randles、Mike Selinker 與Bruno Faidutti共同設計的德式桌上遊戲，分別於 2005 年由 Tilsit Editions 、2008年 由 Paizo Publishing 公司出版。遊戲的背景是在1899年佛罗里达州的「拉哥島（Key Largo）」上，多家尋寶公司在1899年大西洋颶風季前夕，在遇難船廢墟中搜索黃金和遺物。玩家在遊戲中可以聘用駕駛、購買裝備並搜索廢墟，目的是要在趁颶風季之前賺飽抽身。玩家一天可以行動兩次，一次在早上，一次在下午，在十天（回合）後，遊戲由擁有最多金錢的玩家獲勝。
雖然不是由同一家廠商所出版，在很多方面來說，深藍拉哥島都是 Paul Randles 的另一部作品《海盜灣》的主題續集。
法國版本的遊戲封面，由 David Cochard 設計，是模仿自《丁丁歷險記》中的故事〈紅色拉克姆的寶藏〉的插圖。 颶風凱蒂的命名，則來自於 Randles 的遺孀 Katty Pepermans，錢上的面孔則是 Randles、Faidutti、 Selinker、Cochard、以及遊戲編輯 Nicolas Anton 的漫畫人像。

## 腳註
1. ↑  .   [2008-07-12]. （原始内容存档于2016-03-03）.